# Marathon Group
Banijay Kids & Family (precedentemente conosciuta come Marathon Media, Marathon Animation, Marathon Productions Marathon Media Group or Zodiak Kids Studios) è una società di produzione televisiva mondiale  francese con sede a Neuilly-sur-Seine che produce programmi pensati per tutte le età: bambini, ragazzi, e adulti. L'azienda è stata originariamente fondata come Marathon Productions, da Olivier Brémond e Pascal Breton nel febbraio 1990, e Vincent Chalvon-Demersay si è unito al team nel 1999 per sviluppare la programmazione dell'animazione di Marathon, insieme a David Michel. L'azienda è soprattutto conosciuta per le serie animate Totally Spies! - Che magnifiche spie!, Martin Mystère e LoliRock.

## Storia
L'azienda si è costituita nel 2006, a seguito della fusione dei gruppi produttivi: Marathon, Marathon Media, Télé Images Productions e Adventure Line Productions, ed è una controllata della De Agostini Communications. 
Nel 2007 la società viene acquisita da De Agostini e successivamente portata in dote alla controllata Zodiak Media Group.
Il 29 febbraio 2008 l'azienda ha acquisito la KMProduction, creata dal regista Renaud Le Van Kim.
Nel febbraio 2016, Zodiak Media si è fusa con il Banijay Group, e Marathon è stata inserita nel processo.
L'azienda è una delle maggiori società di produzione e distribuzione di serie televisive francese. La loro produzione viene generalmente doppiata in inglese, tailandese, malese, arabo, italiano, spagnolo e altre ancora. 

## Filmografia

### Cartoni animati
- Mille note in allegria con la Mozart band (The Mozart Band co-prodotta con la BRB Internacional, 1995) - 26 episodi di 30 minuti
- Kassai e Luk (Samba et Leuk le lièvre, 1996) - 26 episodi di 25 minuti
- The Secret World of Santa Claus (1997)
- Mythic Warriors: Guardian of the Legend (1998-2000)
- Marsupilami (2000-2012) (non la produzione Disney) - 130 episodi
- Totally Spies! - Che magnifiche spie! (Totally Spies!, 2001-2008, 2013, 2023) - 130 episodi di 26 minuti
- Mission: Oddysey (2002-2003)
- Martin Mystère (Martin Mystery, 2003-2006) - 66 episodi di 22 minuti
- Lazy Town (2004-2014) (animazione con attori veri)
- Logo Story (2006) - 264 episodi di 26 minuti
- Team Galaxy (2006-2007) - 52 episodi di 26 minuti
- I Famosi 5 - Casi misteriosi (2008) - 26 episodi di 26 minuti
- Monster Buster Club (2008-2009) - 52 episodi di 26 minuti
- Gormiti che miti! - Il ritorno dei Signori della Natura! (2008-2011)
- The Amazing Spiez! (SpieZ! Nouvelle Génération, 2009-2012)
- Rekkit Rabbit (2011-2013)
- Redakai: Alla conquista di Kairu (2011-2013)
- LoliRock (2014-2017)
- Blake sotto assedio! (Get Blake! co-prodotta con Nickelodeon, 2015)
- Enigma
- The Selfish (co-prodotta con France 3)
- Undercover Spirit (co-prodotta con Studio 71)

### Sceneggiati televisivi
- Saint Tropez (1996-2008) - 440 episodi di 52 minuti
- 15/Love (2004-2006) - 54 episodi di 26 minuti
- Dolmen (2005) - 6 episodi di 90 minuti
- Sisterhood - episodi di 26 minuti, in produzione
- Summer crush - 26 episodi di 26 minuti
- The intrepids - 52 episodi di 26 minuti
- Secrets every woman is a suspected - 8 episodi di 52 minuti
- Dock 13 - 20 episodi di 52 minuti
- 72 hours - 10 episodi di 52 minuti
- The challengers

### Documentari
- Born Wild
- Born World